# تايلر مارتن
تايلر مارتن هو لاعب كرة الماء كندي، ولد في 28 يونيو 1990 في تورونتو في كندا.

## وصلات خارجية
- تايلر مارتن على موقع الاتحاد الدولي للسباحة (الإنجليزية)
- تايلر مارتن على موقع اللجنة الأولمبية الدولية (الإنجليزية)
- تايلر مارتن على موقع أوليمبيديا (الإنجليزية)
- تايلر مارتن على موقع اللجنة الأولمبية الأسترالية (الإنجليزية)